# 한국김치협회
한국김치협회는 김치의 품질고급화를 통해 수출을 확대하고 김치 식문화 전파를 통해 김치의 세계화를 정착시켜 김치 종주국으로서 위상을 강화함과 더불어서 농업인의 소득증진과 국내 김치산업의 육성 및 발전에 이바지함을 2005년 8월 24일 설립된 대한민국 농림수산식품부 소관의 사단법인이다. 사무실은 서울특별시 강남구 삼성동 37-18, 서울벤처정보대학원대학교 304호에 있다.

## 주요 사업
- 김치종주국으로서 김치문화 창달과 김치식문화 전통계승사업
- 김치세계화를 위한 제조공정 표준화와 품질고급화 연구사업
- 국내, 외 김치수요확대 사업
- 김치 원·부재료의 가격 및 수급안정화 사업
- 본 협회 회원사의 경영개선 사업
- 김치 원부재료 생산농업인의 소득향상을 위한 사업
- 김치세계화를 위한 교류사업
- 기타 본 협회의 설립목적에 부합하는 사업